# Diana Belmonte
Diana Belmonte Ortiz (Bogotá, 8 de marzo de 1985) es una imitadora, actriz de teatro y televisión colombiana. 

## Biografía
Nació en Bogotá, estudió artes escénicas en México, donde se inició en limitaciones teatrales y musicales.
En 2016 debutó en la televisión en la serie Órbita 9 que fue emitida en Netflix, en 2018 participó en la telenovela Garzón vive donde ganó el Premio India Catalina como actriz de revelación en 2019.

## Filmografía
| Año       | Título                            | Personaje                 | Canal          |
| --------- | --------------------------------- | ------------------------- | -------------- |
| 2025      | El novio rebelde                  | Centavitos                | Prime Video    |
| 2024-2025 | Darío Gómez: el rey del despecho  | Doña Bertha               | Prime Video    |
| 2023      | La primera vez                    | Lucrecia Linares de Pabón | Netflix        |
| 2021      | Lala's Spa                        | Mayoli «Mayo» Escocia     | Canal RCN      |
| 2019      | Historia de un crimen: Colmenares | Paola                     | Netflix        |
| 2019      | 1977                              |                           |                |
| 2019      | El Inquisidor                     | Olga                      | Señal Colombia |
| 2019      | La Junta                          | Lilian                    |                |
| 2018-2019 | La ley del corazón                |                           | Canal RCN      |
| 2018      | Garzón vive                       | Cravis                    | Canal RCN      |
| 2017      | El Chapo                          | Rosaura                   | Netflix        |

| Año  | Título               | Personaje |
| ---- | -------------------- | --------- |
| 2022 | Un rabón con corazón | Mireya    |
| 2017 | Órbita 9             | Monica    |